# Halina Rarot
Halina Rarot – polska filozofka, dr hab. nauk humanistycznych, profesor nadzwyczajny Katedry Metod i Technik Nauczania Wydziału Podstaw Techniki Politechniki Lubelskiej.

## Życiorys
21 kwietnia 1999 obroniła pracę doktorską Filozofia moralna Michaiła Bachtina, otrzymując doktorat, a 7 listopada 2012 habilitowała się na podstawie oceny dorobku naukowego i pracy zatytułowanej Od nihilizmu do chrześcijaństwa. Historia i współczesność idei filozoficzno-religijnego przezwyciężenia nihilizmu.
Została zatrudniona na stanowisku adiunkta w Instytucie Filozofii na Wydziale Filozofii i Socjologii Uniwersytetu Marii Curie-Skłodowskiej.
Pełni funkcję profesora nadzwyczajnego Katedry Metod i Technik Nauczania Wydziału Podstaw Techniki Politechniki Lubelskiej.

## Publikacje
- 2002: Filozofia moralna Michaiła Bachtina / Halina Rarot. - Lublin : UMCS, 2002. - 195 с.; 24 см.; ISBN 83-227-1883-7
- 2008: Komu potrzebny jest jeszcze Stanisław ze Skarbimierza[1]
- 2011: Od nihilizmu do chrześcijaństwa. Historia i współczesność idei filozoficzno-religijnego przezwyciężenia nihilizmu[1]

### Artykuły
- Halina Rarot. Problem rosyjskiej filozofii religijnej. „Przegląd Filozoficzny - Nowa Seria”. 1 (77), 2011. [dostęp 2022-01-26].brak numeru strony
- Г. Рарот, Интегральная концепция любви (Р. Штернберг, В. Соловьев, К. Войтыла) (The Integral Concept of Love (R. Sternberg, V. Solovyov, K. Wojtyla) ), „Соловьёвские исследования”, 64, 4, 2019, s. 57–70, DOI: 10.17588/2076-9210.2019.4.057–070 [dostęp 2021-03-17] (ros.).

### Przekłady
z języka rosyjskiego
- M. A. Maslin. Rosja-Wielki Nieznajomy. „Colloquia Communia”. 2 (77), Lipiec-grudzień 2004. Tłum.: Jadwiga Mizińska, Halina Rarot. Wydawnictwo Adam Marszałek. (pol.).brak numeru strony
- Anatolij Tichołaz. Rosyjska świadomość historyczna a platonizm. „Wschodni Rocznik Humanistyczny”. III, s. 69-85, 2006. Tłum. Halina Rarot. (pol.).

z języka ukraińskiego
- Zachęta do Heraklita, przekład monografii  Anatolija Tichołaza, Wyd. Adam Marszałek, Toruń 2005, ss.50.

z języka słowackiego
- Anna Remišová, Etyka życia gospodarczego.